# Udaybhanu Singh

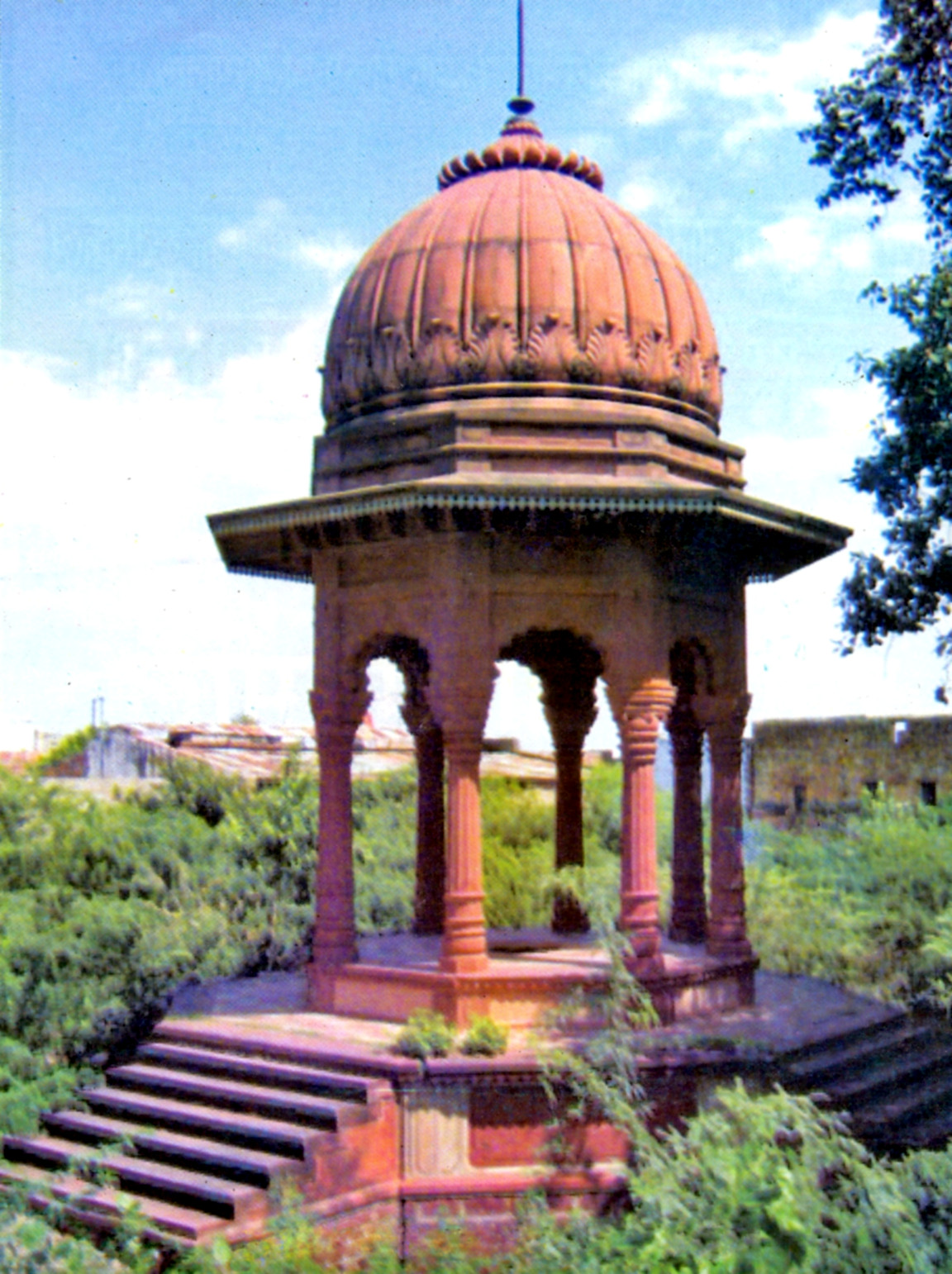
Edicola (Chhatri) dedicata a Rana Udaybhanu Singh (Dholpur)

Udaybhanu Singh (Dholpur, 12 febbraio 1893 – Dholpur, 22 ottobre 1954) fu maharaja di Dholpur dal 1911 al 1949.

## Biografia
Succedette a suo fratello maggiore Ram Singh alla sua morte avvenuta senza eredi nel 1911, ricevendo i pieni poteri il 9 ottobre 1913.
In giovinezza venne educato al Mayo College di Ajmer e successivamente entrò a far part edell'Imperial Cadet Corps di Dehradun.
Prestò servizio come delegato alla Round Table Conference del 1931. Dopo che l'India ebbe ottenuta l'indipendenza, il maharaja Udaybhan Singh siglò l'atto di ingresso nell'Unione Indiana il 7 aprile 1949 e lo Stato di Dholpur venne unito ad altri tre Stati vicini per formare il moderno Rajasthan di cui egli fu per qualche tempo Rajpramukh.
Singh morì il 22 ottobre 1954.